# إثميا جميلة
إثميا جميلة (الاسم العلمي:Ethmia praeclara) هي نوع من الحشرات تتبع جنس الإثميا من فصيلة الألاشستيات.